# Loco (album Fun Lovin' Criminals)
Loco è il terzo album in studio del gruppo musicale statunitense Fun Lovin' Criminals, pubblicato il 6 marzo 2001.

## Tracce
1. Where the Bums Go – 2:57
2. Loco – 3:53
3. The Biz – 3:01
4. Run Daddy Run – 3:45
5. Half a Block – 4:19
6. Swashbucklin' in Brooklyn – 3:45
7. Bump – 3:42
8. Microphone Fiend – 5:32
9. My Sin – 3:36
10. Underground – 4:46
11. She's My Friend – 3:34
12. There Was a Time – 4:41
13. Dickholder – 2:30
14. Little Song – 8:45